# Aeonium orbelindense
Aeonium orbelindense är en fetbladsväxtart som beskrevs av A. Banares. Aeonium orbelindense ingår i släktet Aeonium och familjen fetbladsväxter. Inga underarter finns listade i Catalogue of Life.